# Mario Party 8
Mario Party 8 (マリオパーティ8?, Mario Pāti 8) è un videogioco party, facente parte della serie Mario Party, sviluppato dalla Hudson Soft e pubblicato dalla Nintendo nel 2007 per la console Wii.

## Modalità di gioco
Il gioco è strutturato come una serie di sfide diverse in cui i giocatori si possono scontrare tra loro:
- Tendone Party: la classica modalità party dove si può giocare su uno dei sei tabelloni disponibili.
- Arena Gara Stellare: modalità per un solo giocatore dove bisogna affrontare tutti i tabelloni del gioco.
- Area Extra: qui si può giocare ad alcuni minigiochi speciali
- Bazar dello Svago: qui si possono scambiare le cartallegre con tantissime sorprese
- Padiglioni Minigiochi: offre cinque modalità di gioco diverse nelle quali giocare ai minigiochi di sbloccati Mario Party 8:
- Sala Giochi: qui si può giocare ai minigiochi già sbloccati quante volte si vuole (si riceve una Cartallegra ogni volta che si fa un minigioco, anche in Pratica)
- Sfida Regale: qui 2 oppure 4 personaggi si sfidano in una serie di minigiochi. Il giocatore 1 sceglie che tipo di minigioco fare: Duello (1 contro1), 2 contro 2, 1 contro 3 e 4 giocatori(dove si giocano solamente minigiochi per 4 giocatori). Si può scegliere quanti si devono vincere per essere vittoriosi: 3, 5 o 7, chi vince il numero stabilito sarà proclamato vincitore.
- Gira e rigira: qui 4 personaggi competono in minigiochi per 4 giocatori per girare più mattonelle possibili. Ogni volta che un giocatore vince può girare una certa quantità di mattonelle, invece se c'è un pareggio nessuno le gira. Verso la fine a volte Sir Baraonda e Joe Cilindro annunceranno che la partita non è ancora finita girando due o una nuova mattonella.
- Forza Tris: qui 2 personaggi competono in minigiochi duello. Ogni volta che un giocatore vince un duello lascia cadere una capsula del suo colore dentro la macchina dove si deve fare tris, se l'altro giocatore vince può anche lasciare cadere una sua capsula sopra quella dell'avversario, così ostacolandolo. Chi fa tris per primo vince.
- Prova del Fuoco: qui 1 giocatore deve superare 10 minigiochi con il voto più alto possibile. Dopo che il giocatore avrà superato 10 minigiochi il suo record verrà salvato nel Bazar dello Svago e si potrà controllare sul cartello a sinistra.

Nei tabelloni gli spazi sono di diversi colori, con differente effetto in base allo spazio in cui si ferma il giocatore. Ad esempio, quando finisci in uno spazio DK tutti gli spazi DK del tabellone si trasformano in spazi Bowser, se finisci su uno spazio Bowser tutti gli spazi Bowser si ritrasformano in spazi DK e viceversa.
Durante le gare nei tabelloni si possono ottenere delle caramelle speciali con il quale intralciare gli avversari, in base al colore e al disegno si avranno diversi effetti.

## Personaggi
I personaggi giocabili sono 14, di cui 2 sono da sbloccare:
- Mario
- Luigi
- Peach
- Yoshi
- Wario
- Daisy
- Waluigi
- Toad
- Boo
- Toadette
- Strutzi
- Tartosso
- Calamako (da sbloccare)
- Martelkoopa (da sbloccare)